# Робин Худ
Вижте пояснителната страница за други значения на Робин Худ.
Робин Худ (на английски: Robin Hood, в по-старите ръкописи като: Robyn Hode, на френски: Robin des Bois; hood на английски има значението както на „качулка“, но и на „хулиган“, а bois на френски означава „дървета“, „гора“) е герой от средновековни английски народни балади, който според легендата през 12-13 век се подвизава като разбойник в Шерудската гора, в близост до Нотингам. Образът на Робин Худ придобива световна известност като защитник на бедните, който, ограбвайки богатите благородници, раздава блага на бедните, и хората го считат за свой герой. Мотивът за Робин Худ и неговата дружина от разбойници е в основата на редица романи, пиеси, филми и други произведения.
Личността, която стои зад тези балади, не е установена. Първият обхватен сборник с балади за Робин Худ е издаден през 1795 година от Джоузеф Ритсън. Според художествената версия на Уолтър Скот Робин Худ е живял през втората половина на XII век, т.е. бил е съвременник на Ричард Лъвското сърце и Джон Безземни. Също както крал Артур, така и Робин Худ става много повече от легенда и се превръща във важно културно събитие.